# 中国造船工程学会
中国造船工程学会是中华人民共和国造船工程科技工作者组成的群众性学术团体，是中国科学技术协会主管的社会团体，1943年在重庆市成立。学会主要出版物有《中国造船》、《船舶工程》和《舰船知识》以及《中国造船工程学会学术论文选集》年刊（英文版）。

## 历史沿革
1943年2月1日在重庆成立，之后加入中国工程师学会。1951年2月与中国船舶修造技术工作者协会合并，成立新的中国造船工程学会。2017年3月19日，在北京召开中国造船工程学会第九次全国会员代表大会，选举李长印为第十四届理事会理事长。